# Rambla de Guipúzcoa (Barcelona)

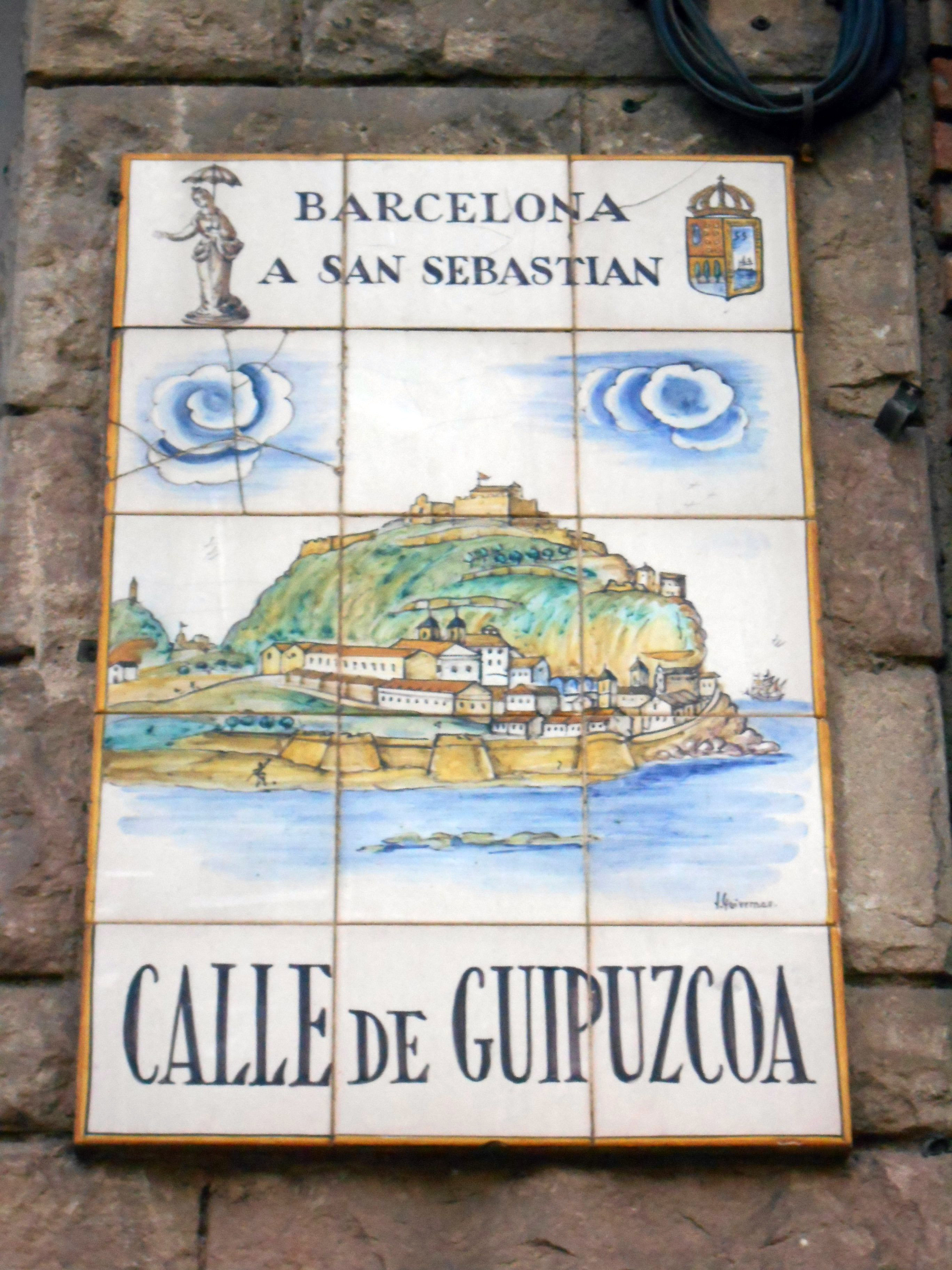
Placa de la calle.

La rambla de Guipúzcoa es una rambla de los barrios de La Verneda y San Martín de Provensals de Barcelona (España). Recibe su nombre por Guipúzcoa, provincia del País Vasco con capital en San Sebastián y situada en el norte de España. La zona que ocupa fue edificada durante el franquismo con edificios de construcción pública para dar cabida a los llegados desde otras regiones de España. Su nombre actual fue aprobado el 16 de febrero de 1998 durante la alcaldía de Joan Clos. Enlaza la calle de Aragón con la avenida de Pi i Margall (municipio de San Adrián de Besós) y esta a su vez enlaza Barcelona con Badalona.